# Robert Duthil
Roger Duthil plus connu sous le nom de Robert Duthil (né le 24 novembre 1899 à Bordeaux et décédé le 19 décembre 1967 à Montpellier) est un athlète français, spécialiste du saut à la perche. 
Il participe au saut à la perche lors des Jeux olympiques de Paris de 1924 et se classe 11e avec une barre franchie de 3,40 m. 
Entre 1920 et 1928, il est 6 fois finaliste du concours de saut à la perche des championnats de France d'athlétisme. Il décroche la médaille d'argent en 1923 et la médaille de bronze en 1920 et 1926. En comptant les Jeux olympiques, il porte 7 fois le maillot de l'équipe de France lors de différents matchs internationaux. 

## Palmarès
| Date | Compétition     | Lieu  | Résultat | Épreuve          | Marque |
| ---- | --------------- | ----- | -------- | ---------------- | ------ |
| 1924 | Jeux olympiques | Paris | 11e      | Saut à la perche | 3,40 m |

| Date | Compétition            | Lieu     | Résultat | Épreuve          | Marque |
| ---- | ---------------------- | -------- | -------- | ---------------- | ------ |
| 1920 | Championnats de France | Paris    | 3e       | Saut à la perche | 3,30 m |
| 1923 | Championnats de France | Paris    | 2e       | Saut à la perche | 3,42 m |
| 1924 | Championnats de France | Colombes | 4e       | Saut à la perche | 3,43 m |
| 1926 | Championnats de France | Colombes | 3e       | Saut à la perche | 3,60 m |
| 1927 | Championnats de France | Colombes | 5e       | Saut à la perche | 3,30 m |
| 1928 | Championnats de France | Colombes | 5e       | Saut à la perche | 3,55 m |

## Records
| Épreuve          | Épreuve   | Marque | Lieu    | Date |
| ---------------- | --------- | ------ | ------- | ---- |
| Saut à la perche | Plein air | 3,66 m | Inconnu | 1927 |